# Patscherkofel
Patscherkofel es una montaña y estación de esquí en Tirol en el oeste de Austria, 7 km al sur de Innsbruck. El pico de la cumbre tiene una altitud de 2246 m s. n. m.
Durante los Juegos Olímpicos de Innsbruck de 1964 y 1976, en esta montaña tuvo lugar la carrera de descenso masculina, junto a las competiciones de bobsleigh y luge en la cercana localidad de Igls. Los otros 5 eventos de esquí alpino se celebraron en Axamer Lizum.
La leyenda del esquí Franz Klammer de Austria, que por entonces contaba con 22 años de edad, ganó su medalla de oro olímpica en Patscherkofel, aventajando dramáticamente al campeón olímpico Bernhard Russi de Suiza en 0,33 segundos en el descenso de los Juegos Olímpicos de Innsbruck de 1976.  Klammer finalizó el recorrido de 3,020 km en 1:45,73, descendiendo los 870 m de diferencia de altitud a una velocidad media de 102.8 km/h y un descenso vertical medio de 8,2 m/s.
Egon Zimmermann, también de Austria, consiguió la medalla de oro en el descenso  de los Juegos Olímpicos de Innsbruck de 1964.